# Ocka tom Brok
Ocka tom Brok (auch Occa; * um 1377; † 1397) war eine Häuptlingstochter, deren Schicksal das wohl bekannteste – und auch literarisch verarbeitete – Familiendrama der ostfriesischen Geschichte war.

## Leben
Ocka kam um 1377 als jüngstes Kind von Ocko I. tom Brok, Häuptling des Brokmer- und des Auricherlands in Ostfriesland und seiner Frau Foelke Kampana zur Welt. Sie galt nach Angaben von Tileman Dothias Wiarda als starrsinnig und trotzig. Er beschrieb sie zudem als wollüstig. Ab 1395 war sie mit Lütet Attena, Häuptling von Dornum und Nesse im Norderland verheiratet und zog zu ihm auf seine Burg nach Nesse. Lütet soll sie wegen ihres ausschweifenden Lebensstils und ihrer außerehelichen Affären immer wieder verwarnt haben. Diese Mahnungen blieben der Überlieferung zufolge aber fruchtlos.
Schließlich wandte er sich mit der Bitte um Hilfe an seine Schwiegermutter. Diese riet ihm, Ocka mit mehr Strenge zu behandeln. Offenbar hatte sie sich selbst mit ihrer Tochter zerstritten und war ihrer Ausschweifungen überdrüssig. Doch je strenger Lütet wurde, desto ausschweifender wurde der Lebenswandel Ockas, so Wiarda. Als alle Bemühungen Lütets ohne Erfolg blieben, legte ihm Foelke Kampana nahe, Ocka wegen Ehebruchs zu töten. Daraufhin erschlug Lütet seine Frau nach einem Streit. Ob dies durch einen unglücklichen oder beabsichtigte Schlag geschah, ist nach Angaben von Wiarda unklar.
Als Foelke Kampana davon erfuhr, soll sie vor Wut außer sich gewesen sein. Sie zog mit einer großen Zahl von Bewaffneten vor die Burg von Nesse, um Lütet zur Rede zu stellen. Lütet gelang es, noch vor Eintreffen der Belagerer zu entkommen. Er floh zur Burg seines Vaters Hero, welche Foelke belagern ließ und schließlich einnahm. Auf ihren Befehl hin wurden Lütet und sein Vater, der mit dem Vorfall wohl nicht das geringste zu tun hatte, im Burghof hingerichtet. Angeblich ließ Foelke für die Hinrichtung ein grünes und ein braunes Tuch holen. Hero musste bei seiner Tötung auf dem braunen Tuch niederknien, Lütet auf dem grünen.

## Zeitgeschichtliche Einordnung
Moderne Forschungen legen nahe, dass die Geschichte über die Hintergründe der Hinrichtung falsch ist. Die in frühen historischen Werken genannten Zeitangaben stimmen nicht. Hero und Lütet wurden viel später, 1410  oder 1411, auf Befehl von Ockas Bruder Keno II. hingerichtet. Die Geschichte Ockas ist eng verbunden mit dem Zerwürfnis der beiden Häuptlingsfamilien tom Brok und der Attena. Beide waren lange enge Verbündete gewesen. Möglicherweise wurde Ockas früher und überraschender Tod ihrem Ehemann von bösen Zungen angelastet. Ob sie eines unnatürlichen Todes gestorben ist, ist unklar. Auch die Rolle ihrer Schwiegermutter ist unklar. Belegt ist, dass es Ockas Bruder, der nach Macht strebende Keno II. tom Brok Anfang des 15. Jahrhunderts mehrere Häuptlingsburgen einnahm. So hatte er 1408 unter anderem die Burg der Allena in Osterhusen sowie die Burg des Lütet Attena in Nesse erobern können. Unterstützt wurde er dabei von der Hanse, da diese Häuptlinge den Hansestädten als gefährliche Beschützer und Helfer der Vitalienbrüder galten. Die Attena konnten Dornum dagegen wohl vorerst halten. Danach wurden die Kampfhandlungen eingestellt. 1410/11 brachen die Machtkämpfe erneut aus. Schließlich gelang es Keno vermutlich, Dornum einzunehmen. Er ließ dort wohl ein großes Strafgericht abhalten. In den Norder Annalen wird 1411 erwähnt, dass eine große Anzahl von Häuptlingen, darunter Lütet und seine Familie, von Keno hingerichtet wurden.

## Familie
Mit dem Häuptling Lütet hatte Ocka folgende Kinder:
- Keno
- Heba (heiratete zwischen 1425 und 1427 Uko Fockena. Urkundlich belegt als Tochter und Erbin dieses Paares ist Theda Ukena (* vor 1432; † 17. September 1494), die 1455 die Frau des Ulrich I. Cirksena, Statthalter von Ostfriesland und 1464 erster Graf von Ostfriesland, wurde.)
- Etta (heiratete Sibrand Brungersna I., den Häuptling von Loquard)